# タモリ教授のハテナの殿堂?
『タモリ教授のハテナの殿堂?』（タモリきょうじゅのハテナのでんどう、英称：〜The Ultimate Question Solves〜 / ザ・ユリティメイト・クエスチョン・ソルブゥズ）とは、日本テレビ系列にて、2008年11月29日（土曜日） 21:00 - 23:18（JST）に放送されたトークバラエティ・教養・特別番組。「日本テレビ開局55年記念番組」の一環でもある。通称は『ハテナの殿堂?』。
タモリの冠番組である。ステレオ放送、文字多重放送、ハイビジョン制作が実施された。視聴率は16.9%（関東地区・ビデオリサーチ調べ）をマークした。

## 概要
『「?」（ハテナ）こそ人類進化のエンジンである。』が当番組のコンセプトである。
動物と人間を差別化して、我々を進化させてきたのは「?」。日本全国、世界中から寄せられた人類（視聴者）が「?」（ハテナ）と思う疑問等をスタジオでVTR形式にて紹介し、教授であるタモリ教授と准教授の爆笑問題（太田光・田中裕二）を筆頭とする多種多様なゲスト研究員らが討論・会議風に見せる新型教養番組である。1億人の脳がハテナと感じた疑問を解明する。
番組の制作スタッフのほとんどが、同局の毎週土曜日19:56 - 20:54（JST）に放送している教養番組『世界一受けたい授業』と共通しており、編集や音効、テロップの出し方等が同じ手法である。その内容は、かつてタモリ品評会会長を務めていたフジテレビ系列の『トリビアの泉』の企画・コーナーである「トリビアの種」に類似していた。
この会議の内容は1冊の本にまとめられるという設定となっており、その時に教授のタモリが出した本の表紙を見た准教授の1人である爆笑問題の太田光は『エチカの鏡』（フジテレビ系列）って書いてあるとタモリが当時持っていたレギュラー番組のタイトル名を口にしている。
タモリが日本テレビ系列の番組に出演するのは、1999年9月18日放送分のテレビドラマ『今夜は営業中!』以来、実に9年ぶりの出演となった（ただし、特別番組中のVTR出演として、2008年5月3日に放送された『第80回欽ちゃん&香取慎吾の全日本仮装大賞』の第80回記念のメッセージVTRにおいて出演している）。
スタジオの観覧席に世界中からのVIPゲストらのそっくりさんが緊急来日として登場し、ビル・クリントン、アインシュタイン、マリリン・モンロー、ジョニー・デップ、タイガー・ウッズで、日本からは小泉純一郎元総理大臣、イチローが来ていた。
番組タイトルロゴは『ハテナ』のみ赤字で表示されている。ちなみにタモリのイラスト顔は髪の毛の部分とサングラスの部分に「?」の文字が沢山付いている。

## 出演者

### 教授（メインMC）
- タモリ

### 准教授（MC）
- 爆笑問題（太田光・田中裕二）

### 研究員
- 養老孟司（解剖学者）
- 茂木健一郎（脳科学者）
- 糸井重里（コピーライター）
- 河本準一（次長課長）
- 虻川美穂子（北陽）
- ベッキー
- 新垣結衣
- 上地雄輔
- 清水ミチコ

### VTRゲスト
- 黒沢年雄
- 阿藤快
- 三田村邦彦
- 志垣太郎

### 専門家
- 鈴木創（日本音響研究所主任研究科）
- 篠田謙一（DNA人類学の権威、国立科学博物館）
- 吉元鑑織（姓名判断吉元式新しい姓名判断）

### 進行アシスタント
いずれも当時、日本テレビアナウンサー
- 羽鳥慎一
- 宮崎宣子

### ナレーター
- 矢島正明

## ハテナの内容

### 第一章 〜見た目〜
- おばあちゃんはなぜ髪を紫色に染めるのか?
- アナタの顔があっという間にモテ顔になる?
- 見た目に関する重大な事がわかる実験!?
- 夫婦の顔・ペットと飼い主が似てくるというのは本当か?
- なぜ夜の仕事の女性の髪はデカいのか?
- 元ヤンキーの子供はなぜ襟足が長いのか?
  - 『タモリ教授の最も心に突き刺さった言葉は?』 → 河本準一研究員の嫁がホストクラブでみのもんたに指名された。

### 第二章 〜エンタテイメント〜
- ディスコ音楽が心臓を蘇生させる!?
- 世界で一番怖いホラー映画とは!?
- なぜ失恋した時ユーミンの曲はグッとくるのか?
- 清水ミチコのユーミンのモノマネでも1/fゆらぎはでるのか?
  - 『タモリ教授の最も心に突き刺さった言葉は?』 → 清水ミチコ研究員の歌『さよなら媚薬』

### 第三章 〜動物〜
- タコの足は8本ではなかった!?
- オスなしで妊娠したサメ!?
- 動物を占うことができるのか?

### 第四章 〜人体〜
- 世界一寒さに強い男!?
- 砂を食べて生きる老婆!?
- 四足歩行で歩く人発見!?
- DNA分析で人類のルーツが分かる!?

### 第五章 〜脳〜
- 車好きな人は人の顔を見分ける部位で車を見ている!?
- 生まれつき盲目の風景画家!?
- オヤジはなぜダジャレを言ってしまうのか?
- 実験!オヤジギャグは脳を活性化するのか?VTRで検証

（VTR出演：黒沢年雄・阿藤快・三田村邦彦・志垣太郎）

### 第六章 〜男と女〜
- 男と女がハマる世界一怖い結婚式!?
- なぜ女性は不良を好きになるのか?
- 死と隣り合わせの男性はフェロモンが出ているのか?実験

## エンディングテーマ曲
- 「星に願いを（When You Wish upon a Star）」

当番組のエンディングで、研究員のゲストで出演していた、新垣結衣が「今のご気分は?」と問い、教授のタモリが「今夜は最高!」と答えるという嘗て『今夜は最高!』で恒例だった掛け合いが復活された。同時にその光景を間近で見た、爆笑問題やスタッフからは伝説の掛け合いの復活に大きな歓声が上がった。流れていた、BGMも『星に願いを（When You Wish upon a Star）』、それも実際に、当時『今夜は最高!』で使用されていたアレンジであり、このエンディング場面を流した放送時間も当時と同じ土曜日23時枠であった。

## スタッフ
- ナレーション：矢島正明
- 構成：桜井慎一、堀江利幸、三木敦、富樫佳織、ヒロハラノブヒコ、小山賢太郎、北川大樹、野口悠介/大岩賞介
- TM：江村多加司
- SW：村松明
- CAM：山田祐一、渡辺滋雄
- MIX：池田純哉
- AUD：山田値久、亘美千子
- VE：沼田広美
- VTR：田口徹
- 照明：渡辺一成
- 美術プロデューサー：大川明子
- デザイン：道勧英樹
- 大道具：佐藤正男、石部義一
- 小道具：丸山善之
- 衣裳：芝崎花江
- 持道具：三野尚子
- メイク：田島加奈子
- モニター：ジャパンテレビ
- 編集：川合信吾、高橋将和
- MA：小笠原恭司
- 音効：黒澤隆昌、村松聡（佳夢音）
- イラスト：森三平
- スタイリスト：木下克之
- 合唱：ゆりがおか児童合唱団
- 編成：前田伸一郎
- 編成企画：安島隆
- 営業推進：阿部寿徳
- 宣伝：浜崎英人
- TK：南田めぐみ
- デスク：田口美和子
- AD：鍋田拓朗、平川大輔
- AP：関まほろ、木村優子、池田佳子、橋本孔一、関口加寿子、竹下美佐
- フロアーD：原司、小江翼
- ディレクター：今井康則、武末大作、益田公平、浦川智之、高野透矢、水野達也、中野貴文、井上圭、加藤宏実、杉本ルリ子、米田浩平、桜井亮
- 演出：倉田忠明、笠間崇
- プロデューサー：下田明宏/佐藤裕昭、正森和郎、阿河朋子、高橋利一郎、小川潔、宇佐美友教、佐藤理恵
- 総合演出：福士睦
- 企画監修：吉川圭三
- チーフプロデューサー：安岡喜郎
- リサーチ：フォーミュレーション、フリード、オフィスHIT
- 技術協力：NiTRO、ヌーベルフォース、IMAGICA、オムニバスジャパン
- 美術協力：日テレアート
- 制作協力：AX-ON、えすと、G-yama、創輝、日企
- 企画協力：田辺エージェンシー
- 製作著作：日本テレビ

## ネット局と放送時間
- 2008年11月29日 21:00 - 23:18（JST）
福井放送・テレビ宮崎を除くNNN28局で放送。
- 2008年12月6日 15:25 - 17:43（JST）
福井放送（テレビ朝日系列のテレビドラマ『小児救命』ならびに『相棒』を放送するための遅れ放送）。